# Großsteingrab Rothenmoor (Dahmen)
Das Großsteingrab Rothenmoor war eine megalithische Grabanlage der jungsteinzeitlichen Trichterbecherkultur bei Rothenmoor, einem Ortsteil von Dahmen im Landkreis Rostock (Mecklenburg-Vorpommern). Es befand sich an einem Berg am Großen Stüdersee östlich von Rothenmoor und wurde um 1847 zerstört. Nur wenige hundert Meter entfernt befand sich bei dem heute wüst gefallenen Ort Sagel südlich von Rothenmoor mit dem Großsteingrab Sagel ein weiteres Großsteingrab. Das nächste erhaltene Grab ist das etwa 2 km nordöstlich gelegene Großsteingrab Basedow 2. Über Ausrichtung, Maße und Typ der Anlage von Rothenmoor liegen keine näheren Informationen vor. Bei einer Untersuchung der bereits stark zerstörten Grabkammer fand Albrecht von Maltzahn die Scherben zweier Trichterbecher. Beide Gefäße waren rötlichbraun und besaßen ein Dekor aus senkrechten Stichgruppen. Nur ein Gefäß ist noch erhalten. Es befindet sich heute in der Sammlung des Archäologischen Landesmuseums Mecklenburg-Vorpommern in Schwerin.